# Elecciones federales de Bélgica de 2019
Las elecciones federales de Bélgica se celebraron el 26 de mayo de 2019. En ellas se renovaron los 150 miembros de la Cámara de Representantes de Bélgica.

## Sistema electoral
Los 150 miembros de la Cámara de Representantes serán elegidos en 11 distritos electorales de múltiples miembros, que son las diez provincias y Bruselas, con entre 4 y 24 escaños. Los asientos se asignan según el método d'Hondt, con un umbral electoral del 5 % por circunscripción.
Los representantes elegidos de las cinco provincias flamencas, Amberes (24), Flandes Oriental (20), Brabante Flamenco (15), Limburgo (12) y Flandes Occidental (16), pertenecen automáticamente al grupo lingüístico de habla flamenca en el parlamento, mientras que aquellos elegidos entre las cinco provincias valonas, Henao (18), Lieja (15), Luxemburgo (4), Namur (6) y Brabante Valón (5), forman el grupo de habla francesa. Los 15 miembros elegidos en Bruselas pueden optar por unirse a ambos grupos, aunque de hecho solo los partidos francófonos alcanzan el umbral.
El reparto de asientos se realiza cada diez años de acuerdo con los datos de población, el último por orden real del 31 de enero de 2013.
Todos los ciudadanos belgas de 18 años o más están obligados a participar en la elección. Los ciudadanos no belgas que residen en Bélgica no pueden votar, mientras que los ciudadanos belgas que viven en el extranjero deben registrarse para votar.

## Resultados electorales
| Partido                       | Partido                                    | Sufragios | Sufragios | Sufragios | Escaños   | Escaños |
| Partido                       | Partido                                    | Votos     | %         | +/-       | Diputados | +/-     |
| ----------------------------- | ------------------------------------------ | --------- | --------- | --------- | --------- | ------- |
|                               | Nueva Alianza Flamenca (N-VA)              | 1 086 787 | 16,03     | -4,23     | 25        | -8      |
|                               | Partido Socialista (PS)                    | 641 623   | 9,46      | -2,21     | 20        | -3      |
|                               | Vlaams Belang (VB)                         | 810 177   | 11,95     | +8,28     | 18        | +15     |
|                               | Movimiento Reformador (MR)                 | 512 825   | 7,56      | -2,08     | 14        | -6      |
|                               | Ecolo                                      | 416 452   | 6,14      | +2,84     | 13        | +7      |
|                               | Cristiano Demócrata y Flamenco (CD&V)      | 602 520   | 8,89      | -2,72     | 12        | -6      |
|                               | Partido del Trabajo de Bélgica (PVDA/PTB)  | 584 621   | 8,62      | +4,90     | 12        | +10     |
|                               | Liberales y Demócratas Flamencos (VLD)     | 579 334   | 8,54      | -1,24     | 12        | -2      |
|                               | Partido Socialista Diferente (SP.A)        | 455 034   | 6,71      | -2,12     | 9         | -4      |
|                               | Groen                                      | 413 836   | 6,10      | +0,78     | 8         | +2      |
|                               | Centro Democrático Humanista (CDH)         | 250 861   | 3,70      | -1,28     | 5         | -4      |
|                               | Demócrata Federalista Independiente (DéFI) | 150 394   | 2,22      | +0,42     | 2         | =       |
|                               | Otros                                      | 276 074   | 4,06      | +0,16     | 0         | =       |
| Votos válidos                 | Votos válidos                              | 6 780 538 | -         | -         | -         | -       |
| Votos inválidos y en blanco   | Votos inválidos y en blanco                | 438 095   | -         | -         | -         | -       |
| Total (participación: 90,01%) | Total (participación: 90,01%)              | 7 218 633 | 100       | -         | 150       | -       |
| Fuente:                       |                                            |           |           |           |           |         |

### Bruselas-Capital
| Partido                       | Partido                                                     | Votos   | %     | +/-    | Diputados | +/- |
| ----------------------------- | ----------------------------------------------------------- | ------- | ----- | ------ | --------- | --- |
|                               | Ecolo                                                       | 108 144 | 21,57 | +11,11 | 4         | +2  |
|                               | Partido Socialista + Partido Socialista Diferente (PS+SP.A) | 100 195 | 19,98 | -6,81  | 3         | -2  |
|                               | Movimiento Reformador (MR)                                  | 87 594  | 17,47 | -5,60  | 3         | -1  |
|                               | Partido del Trabajo de Bélgica (PVDA/PTB)                   | 61 589  | 12,28 | +8,45  | 2         | +2  |
|                               | Demócrata Federalista Independiente (DéFI)                  | 51 544  | 10,28 | -0,81  | 2         | =   |
|                               | Centro Democrático Humanista (CDH)                          | 29 161  | 5,82  | -3,50  | 1         | -1  |
|                               | Otros                                                       | 63 232  | 12,62 | -      | 0         | =   |
| Votos válidos                 | Votos válidos                                               | 501 459 | -     | -      | -         | -   |
| Votos inválidos y en blanco   | Votos inválidos y en blanco                                 | 36 650  | -     | -      | -         | -   |
| Total (participación: 86,35%) | Total (participación: 86,35%)                               | 538 109 | 100   | -      | 15        | -   |
| Fuente:                       |                                                             |         |       |        |           |     |

### Flandes
| Partido                       | Partido                                | Votos         | %     | +/-   | Diputados | +/- |
| ----------------------------- | -------------------------------------- | ------------- | ----- | ----- | --------- | --- |
|                               | Nueva Alianza Flamenca (N-VA)          | 1 070 804     | 25,46 | -7,7  | 25        | -8  |
|                               | Vlaams Belang (VB)                     | 784 276       | 18,65 | +12,7 | 18        | +15 |
|                               | Cristiano Demócrata y Flamenco (CD&V)  | 595 940       | 14,17 | -4,8  | 12        | -6  |
|                               | Liberales y Demócratas Flamencos (VLD) | 567 823       | 13,50 | -2,3  | 12        | -2  |
|                               | Partido Socialista Diferente (SP.A)    | 455 034       | 10,82 | -3,5  | 9         | -4  |
|                               | Groen                                  | 413 836       | 9,83  | +1,0  | 8         | +2  |
|                               | Partido del Trabajo de Bélgica (PVDA)  | 236 897       | 5,63  | +2,7  | 3         | +3  |
|                               | Otros                                  | 81 695        | 1,93  | -     | 0         | =   |
| Votos válidos                 | Votos válidos                          | 4 206 305     | -     | -     | -         | -   |
| Votos inválidos y en blanco   | Votos inválidos y en blanco            | 207 015       | -     | -     | -         | -   |
| Total (participación: 89,72%) | Total (participación: 89,72%)          | 4&nbsp413 320 | 100   | -     | 87        | -   |
| Fuente:                       |                                        |               |       |       |           |     |

### Valonia
| Partido                       | Partido                              | Votos         | %     | +/-   | Diputados | +/- |
| ----------------------------- | ------------------------------------ | ------------- | ----- | ----- | --------- | --- |
|                               | Partido Socialista (PS)              | 541 428       | 26,12 | -8,5  | 17        | -1  |
|                               | Movimiento Reformador (MR)           | 425 231       | 20,52 | -7,4  | 11        | -5  |
|                               | Ecolo                                | 308           | 14,87 | +6,0  | 9         | +5  |
|                               | Partido del Trabajo de Bélgica (PTB) | 286 135       | 13,80 | +7,9  | 7         | +5  |
|                               | Centro Democrático Humanista (CDH)   | 221 700       | 10,70 | -4,40 | 4         | -3  |
|                               | Otros                                | 289 972       | 13,99 | -     | 0         | =   |
| Votos válidos                 | Votos válidos                        | 2 072 774     | -     | -     | -         | -   |
| Votos inválidos y en blanco   | Votos inválidos y en blanco          | 194 430       | -     | -     | -         | -   |
| Total (participación: 86,35%) | Total (participación: 86,35%)        | 2&nbsp267 204 | 100   | -     | 48        | -   |
| Fuente:                       |                                      |               |       |       |           |     |